# Venonia kimjoopili
Venonia kimjoopili là một loài nhện trong họ Lycosidae.
Loài này thuộc chi Venonia. Venonia kimjoopili được J. S. Yoo & Volker W. Framenau miêu tả năm 2006.